# Social distancering
Social distancering (el. fysisk distancering, fysisk afstand) er en type ikke-medicinsk smitteværn ('personligt værnemiddel'), hvis formål er at standse eller bremse spredning af en infektion. Målet er at reducere sandsynligheden for kontakt mellem inficerede og ikke-inficerede personer så smitten og dermed de mulige virkninger af sygdommen minimeres.
Fysisk afstand mellem mennesker giver mulighed at udstrække eller forhale smitten over tid ved en såkaldt 'udfladning af kurven' (en: flatten the curve), så sundhedsvæsenet får tid til at behandle de kritisk syge på sygehusene.
Ved at reducere sandsynligheden for, at en given uinficeret person kommer i fysisk kontakt med en inficeret person, kan overførslen af sygdommen undertrykkes, hvilket resulterer i færre dødsfald. Foranstaltningerne bruges i kombination med god åndedrætshygiejne, ansigtsmasker og håndvask af en befolkning. Under COVID-19-pandemien foreslog Verdenssundhedsorganisationen (WHO) at begunstige udtrykket "fysisk distancering" i modsætning til "social distancering" i overensstemmelse med det faktum, at det er en fysisk afstand, der forhindrer transmission; mennesker kan forblive socialt forbundet via teknologi. For at bremse spredningen af infektionssygdomme og undgå overbelastning af sundhedsvæsenets systemer, især under en pandemi, anvendes adskillige socialt distancerende tiltag, herunder lukning af skoler og arbejdspladser, isolering, karantæne, begrænsning af bevægelse af mennesker og aflysning af massesamlinger .
Selvom udtrykket først blev indført i det 21. århundrede, dateres socialt distancerende foranstaltninger tilbage til mindst det 5. århundrede f.Kr. Bibelen indeholder en af de tidligste kendte henvisninger til praksis i 3. Mosebog 13:46: "Og den spedalske, i hvilken pesten er ... han skal bo alene; [uden] lejren skal hans beboelse være." Under Justinian-pesten fra 541 til 542 håndhævede kejser Justinian en ineffektiv karantæne på det byzantinske imperium, inklusive dumpinglegemer i havet; han bebrejdede overvejende det udbredte udbrud af "jøder, samaritaner, hedninger, kættere, ariere, montanister og homoseksuelle". I moderne tid er sociale distancetiltag med succes implementeret i adskillige epidemier. I St. Louis, kort efter, at de første tilfælde af influenza blev fundet i byen under influenzapandemien i 1918, gennemførte myndigheder skolelukninger, forbud mod offentlige sammenkomster og andre socialt distancerende interventioner. Influenza-dødeligheden i St. Louis var meget mindre end i Philadelphia, der havde færre tilfælde af influenza, men lade en masseparade fortsætte og indførte ikke social afstand, før mere end to uger efter dets første tilfælde. Myndighederne har tilskyndet til eller opfordret til social distancering under COVID-19-pandemien.
- Sociale distanceringsforanstaltninger er mest effektive, når den infektiøse sygdom spreder sig via en eller flere af følgende metoder:
- dråbe kontakt (hoste eller nyser)
- direkte fysisk kontakt (inklusive seksuel kontakt)
- indirekte fysisk kontakt (f.eks. ved berøring af en forurenet overflade)

luftbåren transmission (hvis mikroorganismen kan overleve i luften i lange perioder); effektiviteten af social distancering til at indeholde luftbårne vira sammenlignet med andre foranstaltninger, såsom udbredt maskebrug, bestrides [bedre kilde behov]
Foranstaltningerne er mindre effektive, når en infektion primært overføres via forurenet vand eller mad eller af vektorer som myg eller andre insekter.
Ulemper ved social afstand kan omfatte ensomhed, reduceret produktivitet og tab af andre fordele forbundet med menneskelig interaktion.

## Begrænsning af fysisk/social kontakt
Begrænsningen af fysisk/social kontakt kan ske ved at undgå håndtryk, kys og kram.
Begrænsningen kan også ske ved at neddrosle social aktivitet ved
aflysning af arrangementer, lukning af skoler, kulturinstitutioner og restriktioner på antallet af personer der må samles, opfordring til begrænsning af brug af kollektiv transport.
Sundhedsstyrelsens strategirapport af 5. marts 2020 anbefalede "opfordring til at benytte alternative transportformer i stedet for tætpakket metro, busser og S-tog fx cykel" og "undgå offentlig transport i myldretid" samt "henstillinger til at der i den offentlige færdsel sikres afstand eksempelvis i tog, bus mv".
Den 10. marts begyndte den danske regering at opfordre rejsende til at rejse uden for myldretid og til at benytte cyklen ved kortere ture fremfor kollektiv transport.
Derudover blev udbydere af kollektiv transport bedt om at sørge for, at folk ikke stod tæt for eksempel ved indsættelse af flere tog og busser.

## Definition
Centrene for sygdomskontrol og -forebyggelse (CDC) har beskrevet social distancering som et sæt "metoder til at reducere hyppighed og nærhed af kontakt mellem mennesker for at mindske risikoen for overførsel af sygdom". [12] I løbet af influenza-pandemien i 2009 beskrev WHO social afstand som "at holde mindst en armlengdes afstand fra andre [og] minimere sammenkomster". [8] Det er kombineret med god åndedrætshygiejne og håndvask og betragtes som den mest gennemførlige måde at reducere eller forsinke en pandemi. [8] [21]
Under COVID-19-pandemien reviderede CDC definitionen af social distancering som "at forblive uden for forsamlingsindstillinger, undgå massesamlinger og opretholde afstand (ca. seks meter eller to meter) fra andre, når det er muligt". [6] [7] Det er ikke klart, hvorfor seks meter blev valgt. Nylige undersøgelser har antydet, at dråber fra en nys eller kraftig vejrtrækning under træning kan rejse over seks meter. [22] [23] [24] Nogle har antydet, at den krævede afstand er baseret på debunked forskning fra 1930'erne og 1940'erne [25] eller forvirring omkring måleenheder. Forskere og videnskabsforfattere har anbefalet, at der kræves større sociale afstande [23] [26] [27] og / eller begge maskslidning og social afstand. [23] [28] [29]

## Galleri
| - Forskellige afstandsmarkeringer - Markering af afstand på gade i London - Spærrede bænkerækker i Mariä Verkündigung i den tyske by Mindelheim (2020) |